# Comitato popolare della Corea del Nord
Il Comitato popolare della Corea del Nord (북조선인민위원회?) è stato un governo provvisorio attivo nella porzione settentrionale della penisola coreana dal 1947 al 1948.
Istituito il 21 febbraio del 1947 come successore del Comitato popolare provvisorio della Corea del Nord, il nuovo governo era filo sovietico ed ideologicamente comunista, e funzionò assieme all'Amministrazione civile sovietica, che ebbe un ruolo consultivo. Il comitato vigilò sulla transizione verso uno Stato socialista nella zona di occupazione sovietica noto in seguito come Repubblica Democratica Popolare di Corea, istituita il 9 settembre del 1948.

## Organizzazione
Il Comitato popolare venne organizzato durante la prima sessione dell'Assemblea popolare della Corea del Nord tenutasi il 21 e il 22 febbraio 1947, durante la quale fu deciso il trasferimento dei poteri dal Comitato provvisorio a quello nuovo e venne eletto Kim Il-sung come il suo nuovo presidente, secondo una proposta del Fronte Unito Democratico della Patria capitanato da Choi Yong-kun.
L'Assemblea popolare autorizzò Kim Il-sung ad organizzare il Comitato popolare.
| Posizione                                     | Nome          | Affiliazione                            |
| --------------------------------------------- | ------------- | --------------------------------------- |
| Presidente                                    | Kim Il-sung   | Partito del Lavoro della Corea del Nord |
| Vicepresidenti                                | Kim Chaek     | Partito del Lavoro della Corea del Nord |
| Vicepresidenti                                | Hong Ki-ju    | Partito Democratico                     |
| Segretario generale                           | Han Pyong-ok  | Partito del Lavoro della Corea del Nord |
| Dipartimento della pianificazione             | Jong Jun-taek | Partito del Lavoro della Corea del Nord |
| Dipartimento dell'industria                   | Ri Mun-hwan   | Indipendente                            |
| Dipartimento degli affari interni             | Pak Il-u      | Partito del Lavoro della Corea del Nord |
| Dipartimento degli affari esteri              | Ri Kang-guk   | Partito del Lavoro della Corea del Sud  |
| Dipartimento delle finanze                    | Ri Pong-su    | Partito del Lavoro della Corea del Nord |
| Dipartimento dei trasporti                    | Ho Nam-hui    | Indipendente                            |
| Dipartimento dell'agricoltura e delle foreste | Ri Sun-gun    | Partito del Lavoro della Corea del Nord |
| Dipartimento dei servizi postali              | Ju Hwang-sop  | Partito Chondoista Chongu               |
| Dipartimento dei commerci                     | Jang Si-u     | Partito del Lavoro della Corea del Nord |
| Dipartimento della salute                     | Ri Tong-yong  | Partito Democratico                     |
| Dipartimento dell'istruzione                  | Han Sol-ya    | Partito del Lavoro della Corea del Nord |
| Dipartimento del lavoro                       | O Ki-sop      | Partito del Lavoro della Corea del Nord |
| Dipartimento della giustizia                  | Choe Yong-dal | Partito del Lavoro della Corea del Nord |
| Dipartimento della censura pubblica           | Choe Chang-ik | Partito del Lavoro della Corea del Nord |
| Ufficio esecutivo                             | Jang Jong-sik | Partito del Lavoro della Corea del Nord |
| Ufficio della propaganda                      | Ho Jong-suk   | Partito del Lavoro della Corea del Nord |
| Ufficio delle politiche alimentari            | Song Pong-uk  | Partito del Lavoro della Corea del Nord |
| Ufficio degli affari generali                 | Kim Jong-ju   | Partito Chondoista Chongu               |

## Dissoluzione
Il 9 settembre del 1948 venne proclamata la Repubblica Democratica Popolare di Corea e il governo provvisorio fu ufficialmente sciolto. Le forze sovietiche lasciarono la Corea del Nord nello stesso anno.